# The Orchestral Tubular Bells
The Orchestral Tubular Bells je první živé album britského multiinstrumentalisty a skladatele Mika Oldfielda. Toto album je orchestrální verzí Oldfieldova debutu Tubular Bells a bylo určeno pro posluchače klasické hudby. Od svého vzoru se The Orchestral Tubular Bells samozřejmě liší, úpravy pro orchestr provedl Oldfieldův přítel, skladatel David Bedford. Oldfield hraje na tomto albu pouze na kytaru (na rozdíl od Tubular Bells).
The Orchestral Tubular Bells tvoří, stejně jako původní verzi, dvě instrumentální kompozice, z nichž každá zabírala na gramofonové desce celou jednu stranu LP. Závěr druhé části opět tvoří (náležitě upravená) lidová písnička „The Sailor's Hornpipe“.
Bylo odehráno několik živých koncertů, na jednom z nich bylo toto album natočeno. Oldfield se na vystoupeních odmítl podílet (orchestrální verze se mu příliš nelíbila), takže na kytaru hrál Steve Hillage (v několika případech ho zaskočil Andy Summers). Pro vydání alba byla Hillageova kytara v záznamu nahrazena Oldfieldovou.
V Británii se album dostalo nejvýše na 17. místo v žebříčku prodejnosti hudebních alb v únoru 1975.

## Skladby
1. „The Orchestral Tubular Bells Part One“ (Oldfield, úprava pro orchestr: Bedford) – 21:29
2. „The Orchestral Tubular Bells Part Two“ (Oldfield, úprava pro orchestr: Bedford) – 18:45
„The Sailor's Hornpipe“ (lidová, úprava Oldfield, úprava pro orchestr: Bedford) – závěr druhé části, není jako samostatná stopa

## Obsazení
- Mike Oldfield – kytara
- Royal Philharmonic Orchestra – filharmonický orchestr, dirigent David Bedford